# 경북과학고등학교
경북과학고등학교(慶北科學高等學校)는 대한민국 경상북도 포항시 남구 지곡동에 있는 공립 과학고등학교이다.

## 학교 연혁
- 1992년 6월 27일: 경북과학고등학교 설립인가(학년당 1학급 30명)
- 1992년 7월 1일: 특수목적고등학교 지정
- 1993년 2월 26일: 교사 및 기숙사 준공
- 1993년 3월 1일: 초대 교장 권탁 취임
- 1993년 5월 19일: 개교식
- 1994년 11월 16일: 기숙사 3층 증축 완공
- 1995년 2월 14일: 제1회 조기 진학자 수료식(19명)
- 1996년 11월 23일: 종합멀티미디어실 설치
- 2004년 3월 17일: 용오름 천문대 개소
- 2023년 1월 20일: 제28회 졸업식(3학년 21명, 2학년 18명) 졸업생 누계 1,208명(3학년 566명, 2학년 642명)
- 2023년 3월 1일: 제12대 손홍식 교장 취임
- 2023년 3월 2일: 2023학년도 입학(61명)

## 참고 자료
- 경북과학고등학교 - 한국교육학술정보원 학교알리미